# 维耶
维耶（法語：Vihiers，法語發音：[vije] ⓘ）是法国曼恩-卢瓦尔省的一个旧市镇，属于索米尔区。维耶于1974年由原市镇圣伊莱尔迪布瓦和勒瓦德合并而成。2016年1月1日，维耶和相邻的6个市镇合并为新市镇利斯-上莱永（Lys-Haut-Layon），维耶为政府驻地。

## 地理
维耶（47°8'48"N, 0°32'1"W）面积59.7 平方千米，位于法国卢瓦尔河地区大区曼恩-卢瓦尔省，该省份为法国西部内陆省份，大致对应安茹地区，北起顺时针与马耶讷省、萨尔特省、安德尔-卢瓦尔省、维埃纳省、德塞夫勒省、旺代省、大西洋卢瓦尔省和伊勒-维莱讷省接壤。
与维耶接壤的市镇（或旧市镇、城区）包括：瓦朗茹、莱永河畔欧比涅、蒙蒂耶、塞尔尼松、拉福斯德蒂涅、特雷蒙、莱塞尔克苏帕萨旺、莱永河畔尼埃伊、圣保罗迪布瓦、拉普兰、科龙、拉萨勒德维耶、默莱。
维耶的时区为UTC+01:00、UTC+02:00（夏令时）。

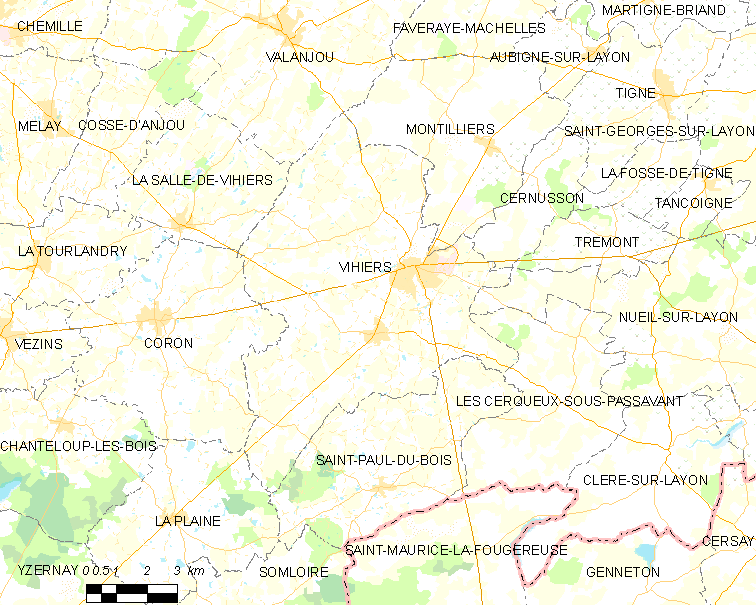
维耶的OSM定位图

## 行政
维耶的邮政编码为49310、49540、49560，INSEE市镇编码为49373。

## 政治
维耶所属的省级选区为绍莱第二县。

## 人口

1962-2008年间维耶人口变化图示

维耶于2018年1月1日时的人口数量为2338人。